# Lijst van Zweedse films

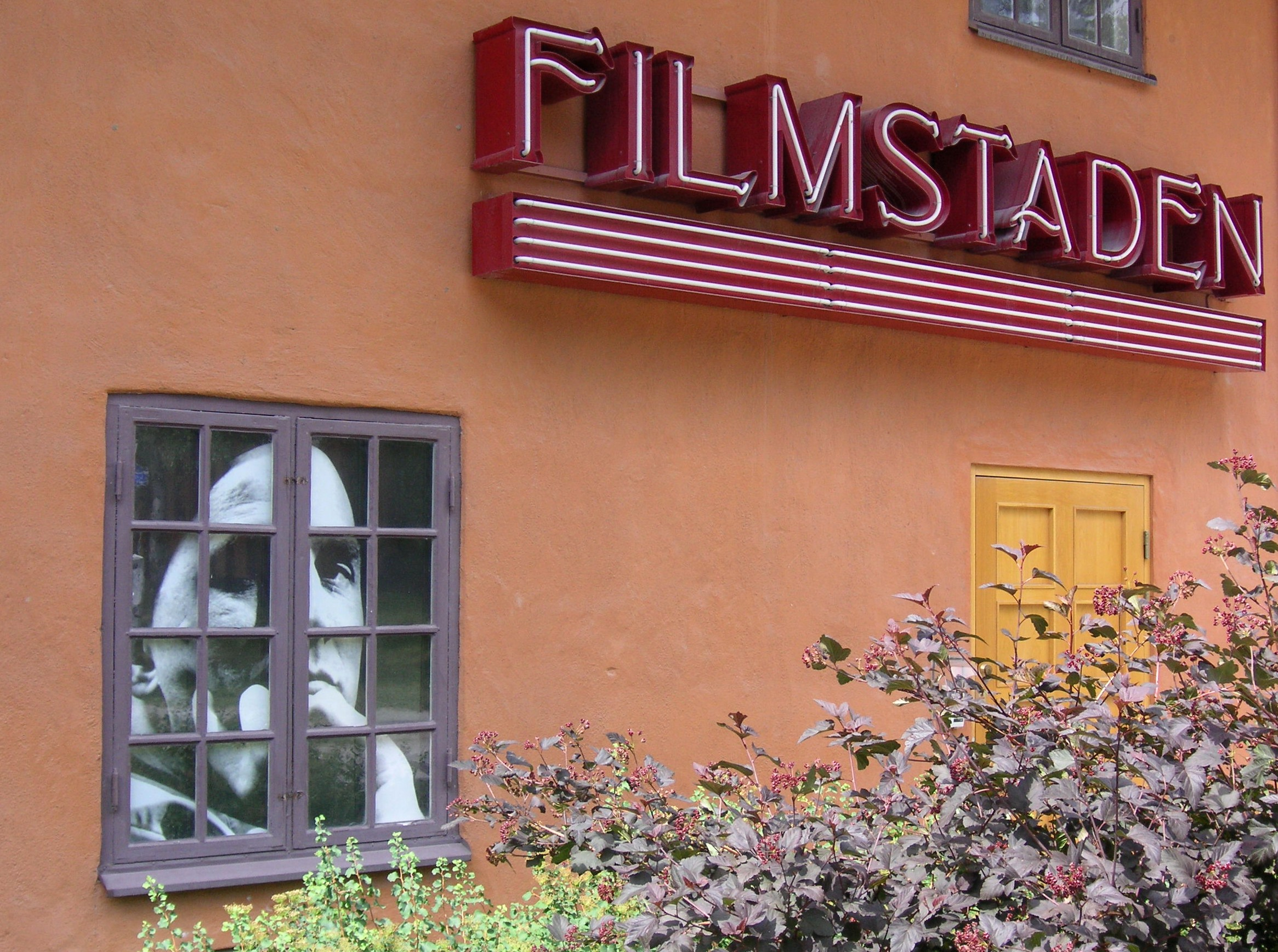
Voormalige Zweedse filmstudio in Solna

Deze lijst bevat films gemaakt en geproduceerd in Zweden.

## 1900-1949
- Lika mot lika (1906, SE, Gelijk tegen gelijk)
- Berg-Ejvind och hans hustru (1918, SE, Berg-Ejvind en zijn vrouw)
- Ingmarssönerna (1919, SE, Dawn of Love)
- Herr och fru Stockholm (1920, SE, Mr. and Mrs. Stockholm)
- Konsum Stockholm Promo (1921, SE, korte film)
- Körkarlen (1921, SE, De voerman des doods)
- En Lyckoriddare (1921, SE)
- Häxan (1922, DK, SE, De heks)
- Kärlekens ögon (1922, SE, A Scarlet Angel)
- Gösta Berlings Saga (1924, SE, Gösta Berlings sprookje)
- Den Starkaste (1929, SE)
- Intermezzo (1936, SE, Interlude)
- Den blomstertid… (1940, SE, De bloementijd)
- Med livet som insats (1940, SE, Met de leven als inzet)
- Hem från Babylon (1941, SE, Huis van Babylon)
- Himlaspelet (1942, SE, The Heavenly Play)
- Hets (1944, SE, Torment)
- Kris (1946, SE, Crisis)
- Skepp till India land (1947, SE, Schip naar India)
- Pippi Langkous

## 1950-1999
- Anderssonskans Kalle (1950, SE)
- Flicka och hyacinter (1950, SE, Meisje met de hyacinten)
- Sommaren med Monika (1953, SE, Zomer met Monika)
- Lessen in liefde (1954, SE, En lektion i kärlek)
- Sommarnattens leende (1955, SE, Een glimlach van een zomernacht)
- Smultronstället (1957, SE, Wilde aardbeien)
- Det sjunde inseglet (1957, SE, Het zevende zegel)
- Jungfrukällan (1960, SE, De maagdenbron)
- Såsom i en spegel (1961, SE, Als in een donkere spiegel)
- Tystnaden (1963, SE, De grote spiegel)
- Nattvardsgästerna (1963, SE, De avondmaalsgasten)
- Persona (1966, SE)
- De Düva (1968, SE, korte film, The Dove)
- Ådalen 31 (1969, SE, Ådalen Riots)
- Pippi Langkous (1969, SE)
- Pippi zet de boel op stelten (1970, SE)
- Äppelkriget (1971, SE, De appeloorlog)
- Beröringen (1971, SE, De aanraking)
- Exponerad (1971, SE, Diary of a Rape)
- Utvandrarna (1971, SE, De emigranten)
- Mannen som slutade röka (1972, SE)
- Nybyggarna (1972, SE)
- Viskningar och rop (1972, SE, Kreten en gefluister)
- Scener ur ett äktenskap (1973, SE, Scènes uit een huwelijk)
- Thriller - A Cruel Picture (1973, SE)
- Dunderklumpen! (1974, SE)
- Trollflöjten (1975, SE, De toverfluit)
- Ansikte mot ansikte (1976, SE, Gezicht naar gezicht)
- ABBA: The Movie (1977, SE, docu, muziekfilm)
- Bröderna Lejonhärta (1977, SE, De gebroeders Leeuwenhart)
- Höstsonaten (1978, SE, Herfstsonate)
- Repmånad (1979, SE)
- Sällskapsresan (1980, SE)
- Fanny och Alexander (1982, SE, Fanny en Alexander)
- G som i gemenskap (1983, SE, G als in gemeenschap)
- Ronja Rövardotter (1984, SE, Ronja de Roversdochter)
- Mitt liv som hund (1985, SE, Mijn leven als een hond)
- Sällskapsresan 2: snowroller (1985, SE)
- Pelle Erobreren (1987, DK, SE, Pelle de Veroveraar)
- The New Adventures of Pippi Longstocking (1988, SE, De nieuwe avonturen van Pippi Langkous)
- S.O.S. - En segelsällskapsresa (1988, SE)
- Miraklet i Valby (1989, DK, SE, The Miracle in Valby)
- Den ofrivillige golfaren (1991, SE)
- Den goda viljan (1992, SE, The Best Intentions)
- Pippi Longstocking (1997, CA, DE, SE, Pippi Langkous)
- Fucking Åmål (1998, SE, Show Me Love)
- Sista kontraktet (1998, SE, Laatste contract)
- Hälsoresan (1999, SE, Hälsoresan - En smal film av stor vikt)
- Millencolin and the Hi-8 Adventures (1999, SE)
- Pippi Longstocking's Adventures on the South Seas (1999, CA, DE, SE, Pippi Langkous: Het Avontuur Op De Zuidzee)

## 2000-2009
- Det blir aldrig som man tänkt sig (2000, SE, Shit Happens)
- Dubbel-8 (2000, SE)
- Före stormen (2000, SE, Before the Storm)
- Gossip (2000, SE)
- Hundtricket (2000, SE)
- Jalla! Jalla! (2000, SE)
- Järngänget (2000, SE)
- Livet är en schlager (2000, SE)
- Naken (2000, SE, Naked)
- Sånger från andra våningen (2000, SE, Songs from the Second Floor)
- Sleepwalker (2000, SE)
- Tillsammans (2000, SE, Together)
- Trolösa (2000, SE, Faithless)
- Vingar av glas (2000, SE)
- Eva & Adam - Fyra födelsedagar och ett fiasko (2001, SE, Eva & Adam: Four Birthdays and a Fiasco)
- Hans och hennes (2001, SE, His and Hers)
- Jordgubbar med riktig mjölk (2001, SE)
- Leva livet (2001, SE, Days Like This)
- Livvakterna (2001, SE)
- Så vit som en snö (2001, SE, As White as in Snow)
- Sprängaren (2001, SE)
- Alla älskar Alice (2002, SE, Everybody Loves Alice)
- Grabben i graven bredvid (2002, NO, SE, The Guy in the Grave Next Door)
- Klassfesten (2002, SE)
- Lilja 4-ever (2002, SE)
- Livet i 8 bitar (2002, SE)
- Tusenbröder (2002-2005, SE)
- Elina - som om jag inte fanns (2003, SE, Elina: As If I Wasn't There)
- Kopps (2003, SE)
- Miffo (2003, SE)
- Om jag vänder mig om (2003, SE)
- Ondskan (2003, SE, Evil)
- Paradiset (2003, SE)
- Rånarna (2003, SE)
- Skenbart (2003, SE)
- Smala Sussie (2003, SE)
- Den tredje vågen (2003, SE)
- Tur & retur (2003, SE, Immediate Boarding)
- As It Is in Heaven (2004, SE, Så som i himmelen)
- Dag och natt (2004, DK, SE, Day and Night)
- Fyra nyanser av brunt (2004, SE, Vier nuances van bruin, Four Shades of Brown)
- Gitarrmongot (2004, SE, The Guitar Mongoloid)
- Ett hål i mitt hjärta (2004, SE, A Hole in My Heart)
- Hotet (2004, SE, The Threat)
- The Ketchup Effect (2004, SE, Hip hip hora!)
- Masjävlar (2004, SE)
- Populärmusik från Vittula (2004, SE)
- The Queen of Sheba's Pearls (2004, SE)
- Tre solar (2004, SE, Three Suns)
- Bang Bang Orangutang (2005, SE)
- Den bästa av mödrar (2005, FI, SE, Äideistä parhain, Mother of Mine)
- Harrys döttrar (2005, SE, Harry's Daughters)
- Kim Novak badade aldrig i Genesarets sjö (2005, SE)
- Misa Mi (2005, SE)
- Pistvakt (2005, SE)
- Sandor slash Ida (2005, SE)
- Som man bäddar (2005, SE, Double Shift)
- Stockholm Boogie (2005, SE)
- Tjenare kungen (2005, SE)
- Vinnare och förlorare (2005, SE)
- Zozo (2005, SE)
- 7 miljonärer (2006, SE)
- After the Wedding (2006, DK, SE, Efter brylluppet)
- Att göra en pudel (2006, SE, To Make a Poodle)
- Babas bilar (2006, SE, Baba's Cars)
- Cargo (2006, ES, SE, UK)
- Container (2006, SE)
- Farväl Falkenberg (2006, SE, Falkenberg Farewell)
- Frostbiten (2006, SE, Frostbite)
- Göta kanal 2 - kanalkampen (2006, SE)
- Heartbreak Hotel (2006, SE)
- Kidz In Da Hood (2006, SE, Förortsungar)
- När mörkret faller (2006, SE, When Darkness Falls)
- Offside  (2006, SE)
- Silent Shout: An Audio Visual Experience (2006, SE)
- Sök (2006, SE, Search)
- Steal This Film (2006, SE, docu)
- Underbara älskade (2006, SE)
- Varannan vecka (2006, SE)
- Allt om min buske (2007, SE, All About My Bush)
- Arn: The Knight Templar (2007, SE, Arn: Tempelriddaren)
- Darling (2007, SE)
- Ett öga rött (2007, SE, boekverfilming, One Red Eye)
- Leo (2007, SE)
- Linas kvällsbok (2007, SE)
- Nina Frisk (2007, SE)
- Se upp för dårarna (2007, SE)
- Solstorm (2007, SE)
- Steal This Film II (2007, SE, docu)
- Underbar och älskad av alla (2007, SE)
- You, the Living (2007, SE, Du Levande)
- Iskariot (2008, SE)
- Låt den rätte komma in (2008, SE, boekverfilming, Let the right one in)
- Maria Larssons eviga ögonblick (2008, SE)
- Patrik 1,5 (2008, SE)
- Rallybrudar (2008, SE)
- Varg (2008, SE)
- Vi hade i alla fall tur med vädret igen (2008, SE)
- Bananas!* (2009, SE, docu)
- Göta kanal 3 - Kanalkungens hemlighet (2009, SE)
- I skuggan av värmen (2009, SE)
- I taket lyser stjärnorna (2009, SE)
- Johan Falk - Gruppen för särskilda insatser (2009, SE)
- Mannen die vrouwen haten (2009, DK, SE, boekverfilming, Män som hatar kvinnor)
- Millennium 3: Gerechtigheid (2009, DK, SE)
- Prinsessa (2009, IE, SE)
- De vrouw die met vuur speelde (2009, DK, SE, boekverfilming, Flickan som lekte med elden)

## Vanaf 2010
- Natt och dag
- Solens hjärta (SE)
- Dragonetti: The Ruthless Contract Killer (2010, SE)
- Farsan (2010, SE, Balls)
- För kärleken (2010, SE, Dear Alice)
- Hævnen (2010, DK, SE, In a Better World)
- I rymden finns inga känslor (2010, SE, Simple Simon)
- Ice Carosello (2010, SE)
- Puss (2010, SE, Trust Me)
- Rättskiparen (2010, SE, The Referee)
- Return of Sergeant Lapins (2010, SE, Serzanta Lapina atgriesanas)
- The Regretters (2010, SE, Ångrarna)
- Sektor 236 (2010, SE, Thor's Wrath)
- Snabba Cash (2010, SE, boekverfilming, Snel geld)
- Sound of Noise (2010, SE)
- Svinalängorna (2010, DK, FI, NO, SE, Beyond)
- Till det som är vackert (2010, SE, Pure)
- Underkastelsen (2010, SE, Submission)
- Apflickorna (2011, SE, She Monkeys)
- Big Boys Gone Bananas!* (2011, DE, DK, SE, UK, USA)
- En gång i Phuket (2011, SE, Once Upon a Time in Phuket)
- The Girl with the Dragon Tattoo (2011, SE, USA)
- The Island (2011, SE)
- Jägarna 2 (2011, SE, The Hunters 2)
- Kyss mig (2011, SE, With Every Heartbeat)
- Love Always, Carolyn (2011, SE)
- Marianne (2011, SE)
- The Mill and the Cross (2011, PL, SE)
- Perfect Sense (2011, SE)
- Sun Shadows: Faithful Kiss (2011, SE)
- The Stig-Helmer Story (2011, SE)
- The Woman in Black (2012, CA, SE, UK)

België · Denemarken · Duitsland · Finland · Frankrijk · Griekenland · Haïti · India · Italië · Luxemburg · Madagaskar · Nederland · Noorwegen · Oostenrijk · Polen · Portugal · Roemenië · Spanje · Tsjechië · Turkije · Zweden · Zwitserland